# Tales of Mystery and Imagination
Tales of Mystery and Imagination – debiutancki album brytyjskiej grupy rockowej The Alan Parsons Project. Album został wydany w roku 1976. Tematyka oraz tytuł albumu był inspirowany życiem i twórczością Edgara Allana Poe. Na płycie znalazły się bowiem adaptacje takich utworów Poe jak „Beczka Amontillado”, „System doktora Smoły i profesora Pierza” czy „Zagłada domu Usherów”.
W roku 1987 ukazała się edycja zawierająca remiks oryginalnego materiału oraz dwie narracje Orsona Wellesa: otwierającą płytę (w utworze Dream Within a Dream) oraz rozpoczynająca suitę Fall of the House of Usher,
W roku 2007 ukazało się dwupłytowe wydanie, zawierające pierwotny materiał oraz remiks z 1987 roku oraz osiem dodatkowych ścieżek (w tym wywiad z Alanem Parsonsem oraz Erikiem Woolfsonem).

## Lista utworów
| 1.  | Dream Within a Dream Instrumental                                                  | 4:14  |
|     |                                                                                    |       |
| 2.  | The Raven (śpiew: Leonard Whiting i Alan Parsons)                                  | 3:57  |
|     |                                                                                    |       |
| 3.  | The Tell-Tale Heart (śpiew: Arthur Brown)                                          | 4:38  |
|     |                                                                                    |       |
| 4.  | The Cask of Amontillado (śpiew: John Miles)                                        | 4:33  |
|     |                                                                                    |       |
| 5.  | (The System of) Doctor Tarr and Professor Fether (śpiew: John Miles i Jack Harris) | 4:20  |
|     |                                                                                    |       |
| 6.  | Fall of the House of Usher: Prelude Instrumental                                   | 7:02  |
|     |                                                                                    |       |
| 7.  | Fall of the House of Usher: Arrival Instrumental                                   | 2:39  |
|     |                                                                                    |       |
| 8.  | Fall of the House of Usher: Intermezzo Instrumental                                | 1:00  |
|     |                                                                                    |       |
| 9.  | Fall of the House of Usher: Pavane Instrumental                                    | 4:36  |
|     |                                                                                    |       |
| 10. | Fall of the House of Usher: Fall Instrumental                                      | 0:51  |
|     |                                                                                    |       |
| 11. | To One in Paradise (śpiew: Terry Sylvester i Eric Woolfson)                        | 4:46  |
|     |                                                                                    |       |
|     |                                                                                    | 42:36 |
|     |                                                                                    |       |